# 朱雀の空
「朱雀の空」（すざくのそら）は、ルルティアの4枚目のシングル。

## 概要
2002年9月30日に発売された。全作詞作曲はルルティア。編曲はルルティア・佐藤鷹。
シングル初のロックナンバーとして制作された。短編映画をもって楽曲のイメージ映像としているため、前作「ゆるぎない美しいもの」同様プロモーションビデオは制作されていない。
CD-EXTRAとして同曲をモチーフとして制作された短編映画『ショートムービー 朱雀の空』が収録されている。

## 収録曲
1. 朱雀の空
  - 短編映画『ショートムービー 朱雀の空』主題歌

失恋した女性の心情を、2001年に奈良県明日香村のキトラ古墳内で発掘された朱雀壁画をモチーフに描いた[1]ロックナンバー。楽曲の世界観をモチーフに短編映画『ショートムービー 朱雀の空』が制作され、東京都内のTSUTAYA3店舗にて作品を収録したビデオが2002年10月4日から月末まで無料で期間限定レンタルされた。なお、劇中で使用されたピアノインストゥルメンタルはCDには未収録であるが、JFN系『円都通信 -YEN TOWN REPORT-』内で放送されたラジオドラマ『ラッセ・ハルストレムがうまく言えない』においてもメインテーマとして使用されている。
2. 幻惑の風
タイトル曲「朱雀の空」と同じく失恋をテーマに書かれたが、「朱雀の空」は女性側の視点であったのに対し、本曲は男性側の視点から歌詞が書かれている。

## CD-EXTRA
- 短編映画『ショートムービー 朱雀の空』
制作:アルタミラピクチャーズ・MS Artist Products・東芝EMI
監督・脚本：山口晃二
出演：北川えり・鈴木祐二
主題歌：ルルティア「朱雀の空」
エンディングテーマ：ルルティア「ハートダンス (ハートヴォイス・バージョン)」